# Намібійський інститут морського і рибного господарства
Намібійський інститут морського та рибного господарства (NAMFI) є вищим навчальним закладом, розташованим у Волфіш-Бей, Намібія . Створений у 1996 році Міністерством рибальства та морських ресурсів. NAMFI здійснює підготовку в галузі морського та рибного господарства відповідно до Міжнародної морської організації (IMO) і будує потенціал у сфері морського та рибного секторів у Намібії та навколо неї. 
NAMFI пропонує навчання в навігації, інженерії та безпеки. 
NAMFI включає професійні курси у свій навчальний план.